# Pseudocheles chacei
Pseudocheles chacei är en kräftdjursart som beskrevs av Brian Frederick Kensley 1983. Pseudocheles chacei ingår i släktet Pseudocheles och familjen Bresiliidae. Inga underarter finns listade i Catalogue of Life.